# Justicia rugeliana
Justicia rugeliana är en akantusväxtart som först beskrevs av August Heinrich Rudolf Grisebach, och fick sitt nu gällande namn av Gustav Lindau. Justicia rugeliana ingår i släktet Justicia och familjen akantusväxter. Inga underarter finns listade i Catalogue of Life.